# Sherwood (Wisconsin)
Pour les articles homonymes, voir Sherwood.
Sherwood est un village du comté de Calumet, dans l'État du Wisconsin, aux États-Unis. En 2020, il comptait une population de 3 271 habitants.